# Especial acústico Barcelona CADENA 100
Especial acústico Barcelona CADENA 100 es un E.P. de la banda de Orense (España) Los Suaves, grabado en un directo acústico para la emisora de radio Cadena 100.

## Temas
1. El último metro
2. Si pudiera
3. No me mires

- Datos: Q5840088